# Ondřej Uherka
Ondřej Uherka (* 24. September 1991 in Uherské Hradiště) ist ein ehemaliger tschechischer Squashspieler.

## Karriere
Ondřej Uherka spielte von 2013 bis 2022 auf der PSA World Tour und stand auf dieser in einem Finale. Er erreichte seine höchste Platzierung in der Weltrangliste mit Rang 124 im Februar 2020. Mit der tschechischen Nationalmannschaft nahm er 2013 und 2017 an der Weltmeisterschaft teil. Darüber hinaus gehörte er mehrfach zum tschechischen Aufgebot bei Europameisterschaften. Im Einzel gelang ihm 2014, 2015 und 2016 mit dem Einzug ins Achtelfinale jeweils sein bestes Abschneiden.